# Кулик-сорока
Кули́к-соро́ка євразійський (Haematopus ostralegus) — прибережний птах ряду Сивкоподібні (Charadriiformes). Один з 11-ти (за іншими джерелами, 4-х) видів роду у світовій фауні; єдиний вид роду у фауні України, представлений підвидом H. o. longipes. В Україні гніздовий перелітний птах.

## Ареал виду та поширення в Україні
Євразія, Австралія, океанічне узбережжя Америки та Південної Африки.
В Україні гніздиться на Азово-Чорноморському узбережжі, а також вздовж Дніпра та його основних приток — Десни та Прип'яті. Відмічаються гніздування на річках Сейм, Горинь та Случ.

## Зовнішній вигляд та морфологія

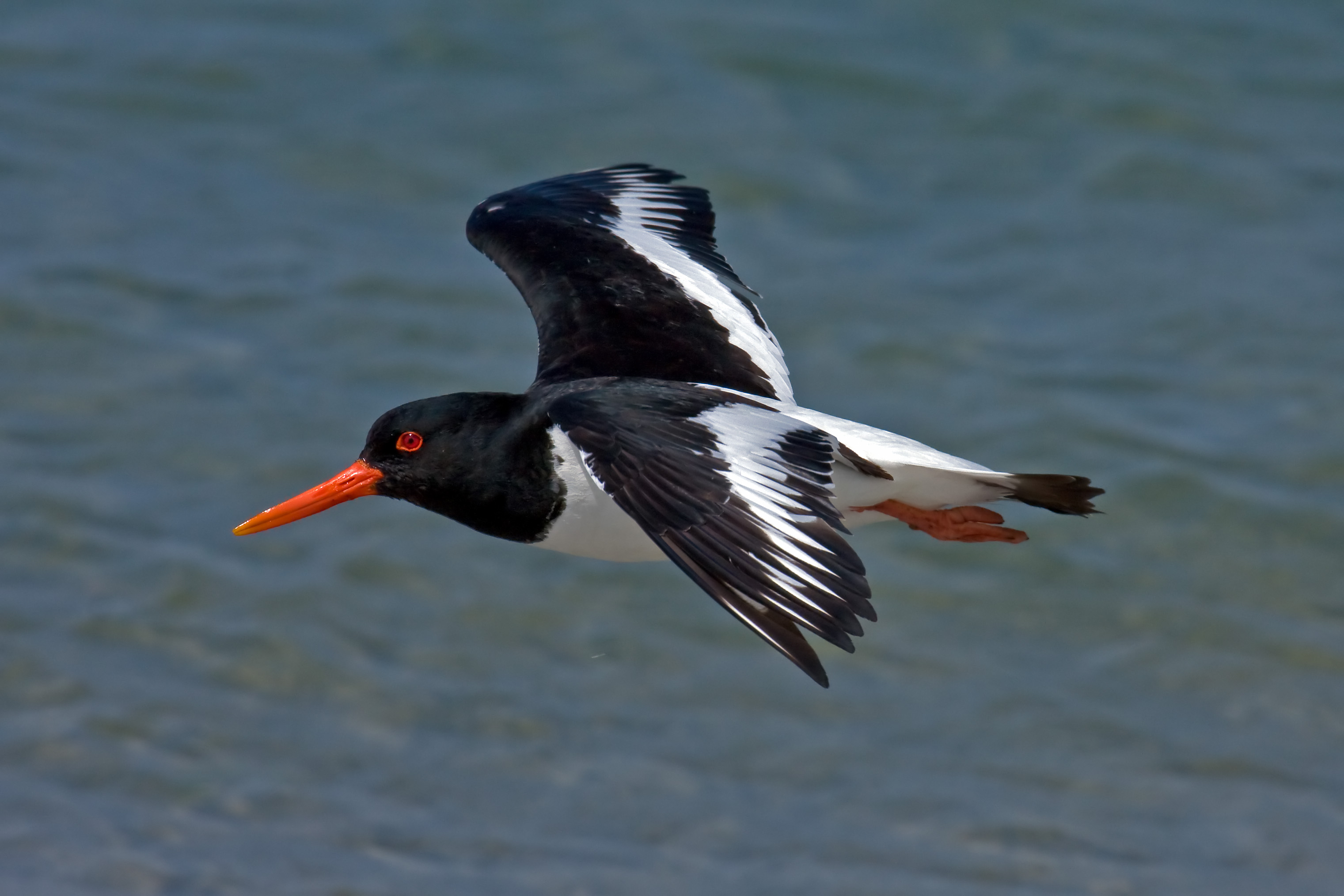
Кулик-сорока у польоті

Кулик середніх розмірів. Забарвлення строкате. У дорослого птаха в шлюбному вбранні голова, шия, воло, верхня частина спини і значна частина верхніх покривних пер крил чорні; решта оперення тулуба і спід крил білі; вздовж заднього краю крила проходить широка біла смуга; хвіст біля основи білий, на кінці чорний; навколоочне кільце, дзьоб і райдужна оболонка ока червоні; ноги рожеві. У позашлюбному оперенні горло і щоки знизу окреслює біла смуга. Молодий птах схожий на позашлюбного дорослого, але чорний колір оперення замінений темно-бурим; пера спини і верху крил зі світлою облямівкою; дзьоб біля основи червонуватий, кінцева частина темно-бура; ноги світло-сірі, райдужна оболонка ока коричнева; навколоочного кільця немає. Маса тіла — 330—750 г, довжина — 40—45 см, розмах крил — 80—85 см.

## Чисельність і причини її зміни
Загальна чисельність в Україні становить близько 650—800 пар. Щільність на Азовсько-Чорноморському узбережжі становить 0,01—0,06 особин на 1 га. У середній течії Десни від 2 до 8,6 особин на 10 км берегової смуги.
Причини зниження чисельності: деградація місць гніздування, сезонні нагінні явища на приморських водоймах (Азово-Чорноморський регіон), заростання та розмив піщаних островів, коливання рівня води у водосховищах, браконьєрство.

## Особливості біології
Перелітний птах. Прилітає в першій половині березня — середині квітня. Оселяється на низинних узбережжях морів, річок, озер, водосховищ, також на солончаках. Гніздиться окремими парами. Відкладання яєць з другої половини квітня до початку травня. У кладці 4, рідше 3 яйця. Насиджують кладку самка і самець, 26—27 днів. Перші пташенята у південних районах з'являються в кінці травня. Відлітає в кінці липня — середині вересня; може затримуватись до жовтня. На півдні інколи трапляється в зимовий період (грудень — січень). Зимує в Західній Європі, Північній Африці і Південній Азії.
Живиться двостулковими молюсками, різними наземними та водяними комахами.

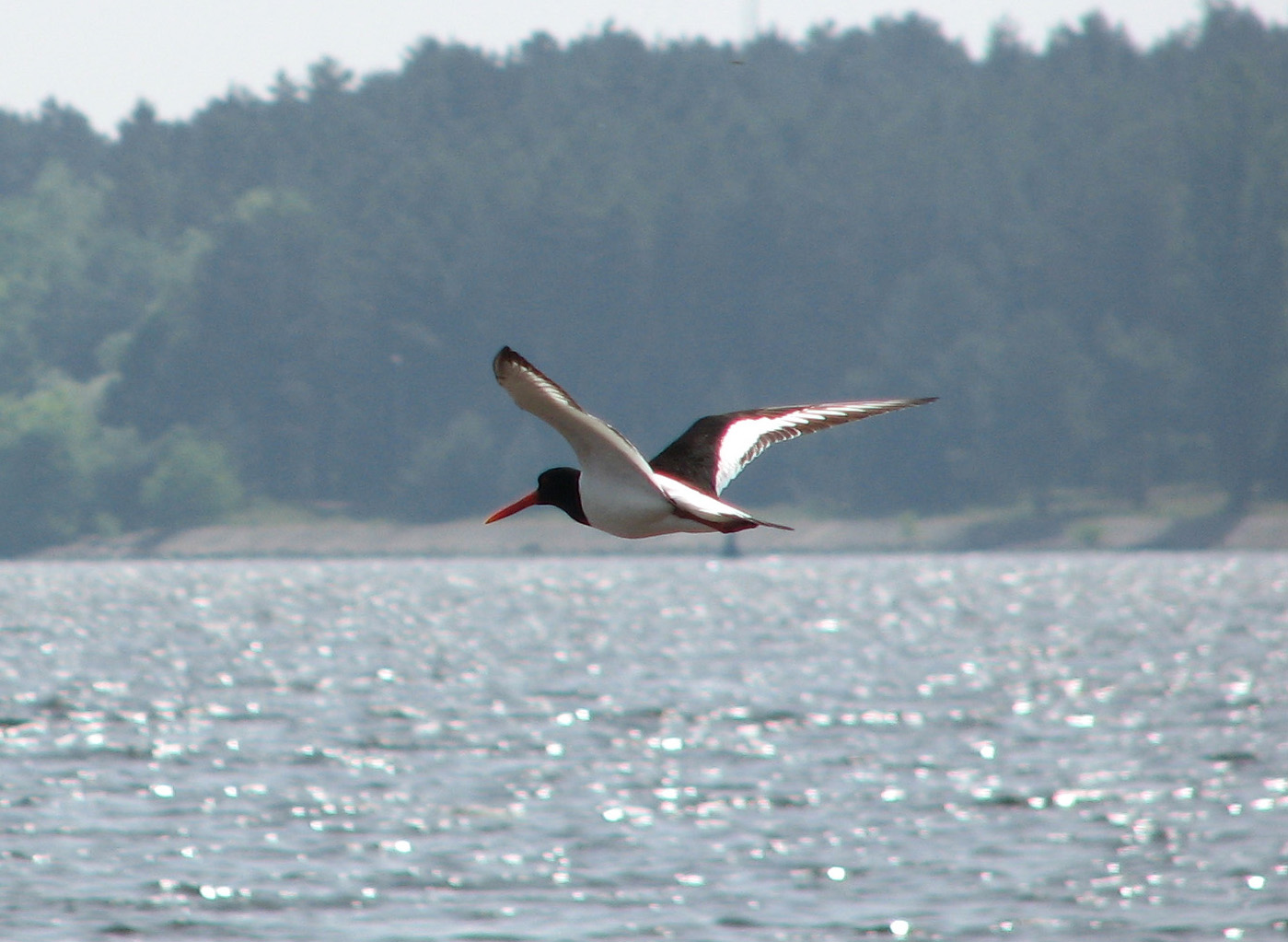
Дорослий птах
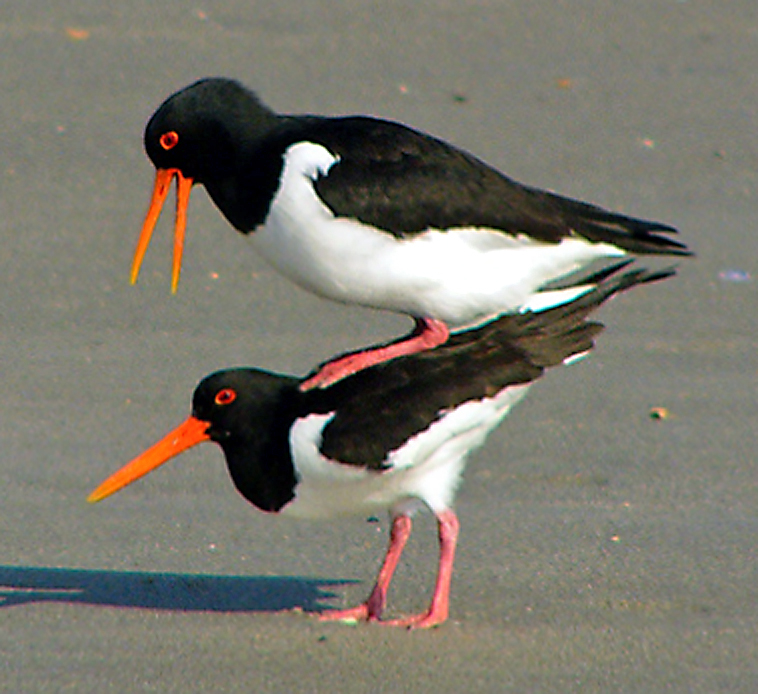
Копуляція
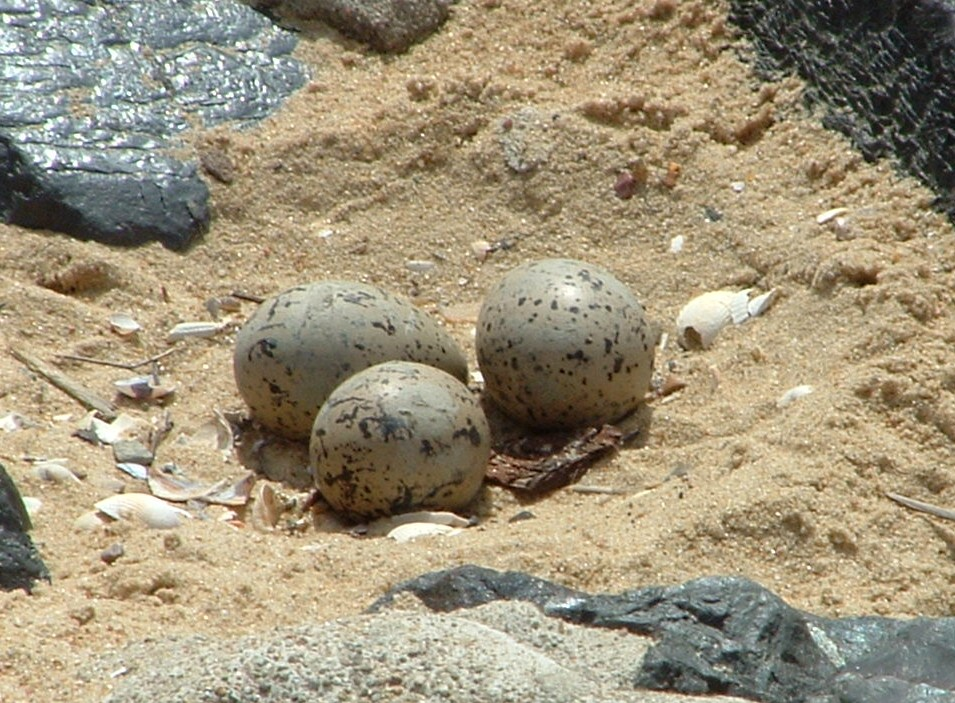
Гніздо з кладкою
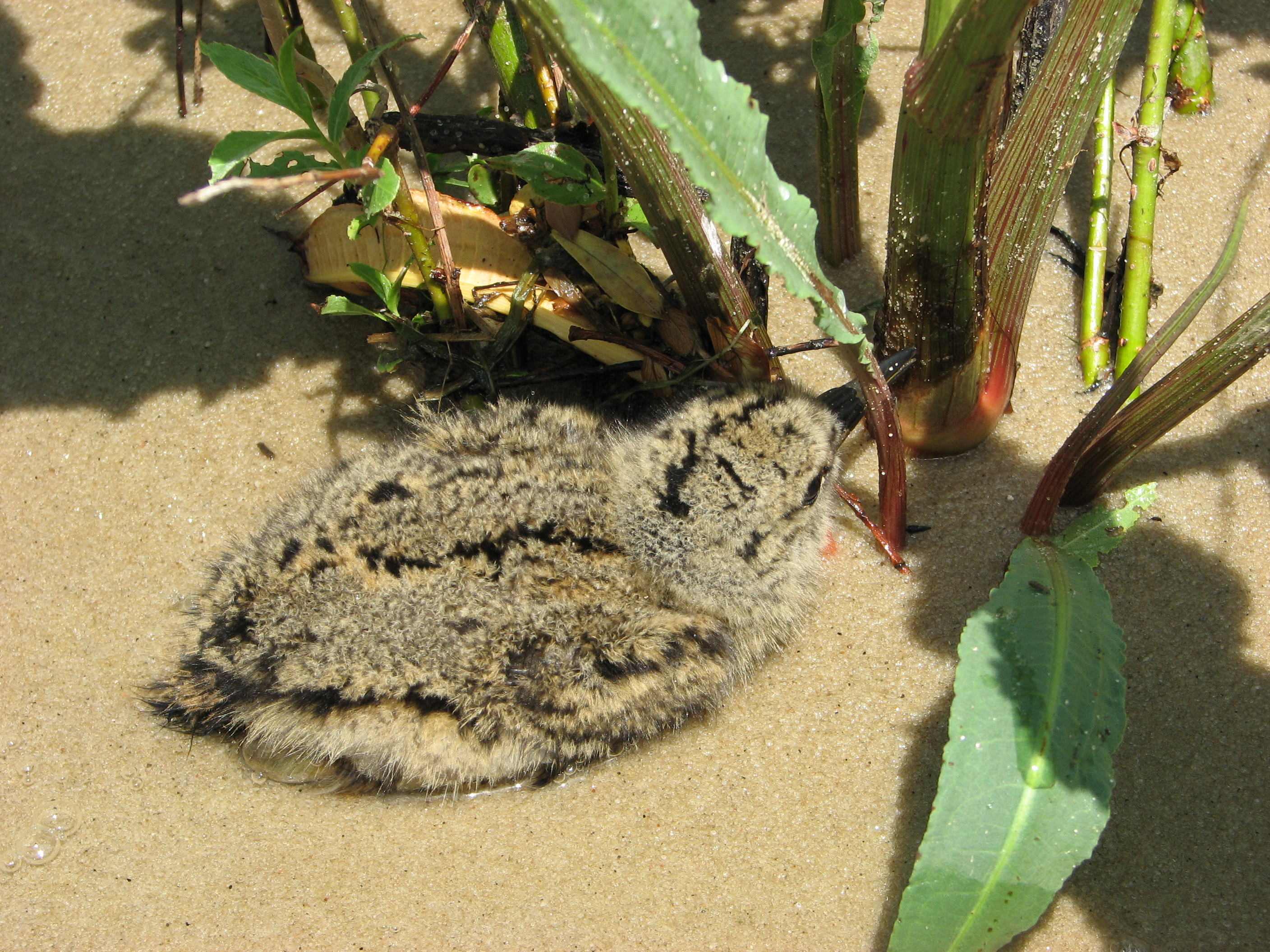
Пухове пташеня

## Охорона
Вид внесений до Червоної книги України (1980, 1994, 2009). У останньому виданні (2009) його віднесено до категорії «вразливий», знаходиться під охороною Конвенції про охорону дикої флори і фауни та природних середовищ існування в Європі (Берн, 1979) (Додаток ІІІ), угоди AEWA. В Україні охороняється на багатьох об'єктах ПЗФ, де присутні великі водойми (Дунайський біосферний заповідник, Чорноморський біосферний заповідник, Канівський природний заповідник, Дніпровсько-Орільський природний заповідник, Деснянсько-Старогутський НПП, НПП «Прип'ять-Стохід» тощо).